# Крекінг-установка у Ла-Кангреджера
Крекінг-установка у Ла-Кангреджера — складова частина нафтохімічного майданчика в районі портового міста Коацакоалькос на півдні Мексики (штат Веракрус).
Установка парового крекінгу в Ла-Кангреджера стала другою за часом введення в експлуатацію серед піролізних виробництв біля Коацакоалькоса (після установки у Паджарітос). Запущена в 1982-му, станом на кінець наступного десятиліття вона могла продукувати 500 тисяч тонн етилену на рік, в середині 2010-х — вже 600 тисяч тонн. Як сировину використовували етан, котрий подається по трубопроводу зі штату Чіапас.
Вироблений етилен споживається на цьому ж майданчику для продукування поліетилену низької щільності (315 тисяч тонн), поліетилену високої щільності (200 тисяч тонн), оксиду етилену (100 тисяч тонн) та стирену (150 тисяч тонн).
Після запуску в 2016-му крекінг-установки компанії Braskem в районі Коацакоалькосу виник дефіцит етану. Враховуючи суворі контрактні зобов'язання концерну Pemex щодо забезпечення нового виробництва сировиною, для потреб майданчику в Ла-Кангреджера почали її імпорт, чому сприяла велика пропозиція етану на ринку внаслідок «сланцевої революції» у США. З метою забезпечення поставок на терміналі в Паджарітос модернізували п'ять резервуарів, які раніше використовувались для зберігання етилену. У січні 2018-го сюди прибув перший вантаж на етиленовому танкері Bow Guardian.